# Antti Viitikko
Antti Viitikko (* 29. November 1976 in Espoo) ist ein finnischer Badmintonspieler. 

## Karriere
Antti Viitikko nahm 2004 im Herreneinzel an Olympia teil. Er verlor dabei gleich in Runde eins und wurde somit 17. in der Endabrechnung. In seiner Heimat Finnland gewann er insgesamt vier nationale Titel. Des Weiteren siegte er 2002 bei den Scottish Open und gewann in der Saison 2003/2004 den EBU-Circuit.

## Sportliche Erfolge
| Saison    | Veranstaltung                                | Disziplin    | Platz | Name                               |
| --------- | -------------------------------------------- | ------------ | ----- | ---------------------------------- |
| 1993      | Finnland: Einzelmeisterschaften der Junioren | Herrendoppel | 1     | Benjamin Maury / Antti Viitikko    |
| 1994      | Finnland: Einzelmeisterschaften der Junioren | Mixed        | 1     | Antti Viitikko / Michaela Ramstedt |
| 1994      | Finnland: Einzelmeisterschaften der Junioren | Herreneinzel | 1     | Antti Viitikko                     |
| 1995      | Finnland: Einzelmeisterschaften der Junioren | Mixed        | 1     | Antti Viitikko / Michaela Ramstedt |
| 1995      | Finnland: Einzelmeisterschaften der Junioren | Herrendoppel | 1     | Ville Kinnunen / Antti Viitikko    |
| 2000      | Finnland: Einzelmeisterschaften              | Herrendoppel | 1     | Ilkka Nyqvist / Antti Viitikko     |
| 2001      | Finnland: Einzelmeisterschaften              | Herrendoppel | 1     | Antti Viitikko / Alexander Böök    |
| 2002      | Scottish Open                                | Herreneinzel | 1     | Antti Viitikko                     |
| 2002      | Finnland: Einzelmeisterschaften              | Herrendoppel | 1     | Antti Viitikko / Alexander Böök    |
| 2003      | Finnland: Einzelmeisterschaften              | Herreneinzel | 1     | Antti Viitikko                     |
| 2003/2004 | EBU Circuit                                  | Herreneinzel | 1     | Antti Viitikko                     |
| 2004      | Olympia                                      | Herreneinzel | 17    | Antti Viitikko                     |
| 2006      | Finnland: Einzelmeisterschaften              | Herrendoppel | 1     | Antti Viitikko / Tuomas Karhula    |
| 2008      | Finnland: Einzelmeisterschaften              | Mixed        | 1     | Antti Viitikko / Anu Nieminen      |